# Ернані Перейра
Ернані Перейра (порт.-браз. Ernani Pereira / азерб. Ernani Pereyra; нар. 22 січня 1978, Белу-Оризонті, Мінас-Жерайс, Бразилія) — бразильський та азербайджанський футболіст, захисник. Виступав за збірну Азербайджану.

## Клубна кар'єра
Вихованець клубу «Віла Нова» (Гоянія), у складі якого дебютував 1998 року в Серії Б чемпіонату Бразилії. У команді відіграв 2 сезони, а в 2000 році приєднався до «Крузейро». У команді провів рік, але не зіграв жодного матчу в Серії А, а виступав виключно за резервну команду. На початку 2001 року Перейра приєднався до «Гуарані», і в цій команді йому вдалося дебютувати у вищій лізі Бразилії. У футболці клубу з Кампінаса зіграв 5 матчів чемпіонату і фінішував з командою на 19-му місці в Серії А. У 2002 році переведений у резервну команду, де провів півроку.
Влітку 2003 року виїхав до Європи, де став гравцем турецького «Коньяспора». Будучи гравцем резерва зіграв 9 матчів у Суперлізі й допоміг команді з міста Конья посісти 11-те місце в чемпіонаті. У наступному сезоні зіграв 12 матчів і відзначився єдиним голом на турецьких полях (у переможному (2:0) поєдинку проти «Сакар'яспора»).
Влітку 2005 року до Азербайджану, де підписав контракт з бронзовим призером Прем'єр-ліги Азербайджану 2004/05 «Карван». Став основним гравцем команди та опорою захисту. Ернані зіграв 26 матчів, відзначився одним голом (у переможному (7:1) проти «Гянджі») й допоміг команді стати віце-чемпіоном Азербайджану. У сезоні 2006/07 років разом з командою виступав у Кубку УЄФА, який у першому кваліфікаційному раунді двічі переміг словацький «Спартак» (Трнава) з рахунком 1:0, а в другому раунді — програв чеській «Славії» (Прага). Влітку 2007 року Перейру орендував третьоліговий турецький «Ордуспор». На початку 2008 року повернувся до Карвану. У 2010 році перейшов у друголіговий турецький клуб «Мерсін Ідманюрду». Футбольну кар'єру завершив 2011 року.

## Кар'єра в збірній
Після однорічного перебування в Азербайджані Перейра отримав місцеве громадянство й у вересні отримав виклик від Шахіна Дінєєва до національної збірної. У футболці національної збірної Азербайджану дебютував 7 жовтня 2006 року в поєдинку кваліфікації чемпіонату Європи 2008 року проти Португалії.

## Статистика виступів

### Клубна
| Клубні виступи    | Клубні виступи      | Клубні виступи            | Ліга  | Ліга | Кубок | Кубок | Континентальні | Континентальні | Загалом | Загалом |
| Сезон             | Клуб                | Ліга                      | Матчі | Голи | Матчі | Голи  | Матчі          | Голи           | Матчі   | Голи    |
| ----------------- | ------------------- | ------------------------- | ----- | ---- | ----- | ----- | -------------- | -------------- | ------- | ------- |
| 2003–04           | «Коньяспор»         | Суперліга                 | 9     | 0    | 2     | 0     | —              | —              | 11      | 0       |
| 2004–05           | «Коньяспор»         | Суперліга                 | 12    | 1    | 1     | 0     | —              | —              | 13      | 1       |
| 2005–06           | «Карван»            | Прем'єр-ліга Азербайджану | 26    | 1    |       |       |                |                | 26      | 1       |
| 2006–07           | «Карван»            | Прем'єр-ліга Азербайджану | 16    | 0    |       |       | 4              | 0              | 20      | 0       |
| 2006–07           | «Ордуспор» (оренда) | Перша ліга Туреччини      | 16    | 0    |       |       | —              | —              | 16      | 0       |
| 2007–08           | «Карван»            | Прем'єр-ліга Азербайджану | 13    | 0    |       |       | —              | —              | 13      | 0       |
| 2008–09           | «Карван»            | Прем'єр-ліга Азербайджану | 24    | 0    |       |       | —              | —              | 24      | 0       |
| 2009–10           | «Карван»            | Прем'єр-ліга Азербайджану | 22    | 1    |       |       | —              | —              | 22      | 1       |
| 2010–11           | «Мерсін Ідманюрду»  | Перша ліга Туреччини      | 17    | 0    | 1     | 0     | —              | —              | 18      | 0       |
| Загалом           | Туреччина           | Туреччина                 | 54    | 1    | 4     | 0     | 0              | 0              | 58      | 1       |
| Загалом           | Азербайджан         | Азербайджан               | 101   | 2    |       |       | 4              | 0              | 105     | 2       |
| Усього за кар'єру | Усього за кар'єру   | Усього за кар'єру         | 155   | 3    | 4     | 0     | 4              | 0              | 163     | 3       |

## Досягнення
«Карван»
- Прем'єр-ліга Азербайджану
  -  Срібний призер (1): 2006

- Кубок Азербайджану
  -  Фіналіст (1): 2006